# La Route inconnue
Pour plus de détails, voir Fiche technique et Distribution.
La Route inconnue est un film français réalisé par Léon Poirier et sorti en 1949.

## Synopsis
Quelques épisodes de la vie de Charles de Foucauld, explorateur au Maroc, en 1883-1884.

## Fiche technique
- Titre : La Route inconnue
- Réalisation : Léon Poirier
- Scénario et dialogues : Léon Poirier
- Photographie : Noël Ramettre
- Musique : Jean-Jacques Grünenwald
- Production : Société d'expansion cinématographique marocaine
- Format : Noir et blanc - Son mono
- Tournage extérieurs : Maroc
- Durée : 90 minutes
- Date de sortie : 2 décembre 1949

## Distribution
- Robert Darène : Charles de Foucauld
- Lisette Lanvin : Madame Ordega
- Marie-José Darène : la sœur de Charles de Foucauld
- Zemane Guela : Sarah
- Thomy Bourdelle
- Lucas Gridoux
- Abel Jacquin
- Léonce Corne